# Akeboshi
Yoshio Akeboshi (明星嘉男, Akeboshi Yoshio, Yokohama, 1 de julho de 1978), mais conhecido como Akeboshi, é um cantor japonês de músicas pop e folk. Ele é conhecido como autor da música "Wind", que foi o encerramento dos primeiros 25 episódios do anime Naruto.
Aprendeu a tocar piano quando tinha treze anos de idade. Mais tarde aprendeu a tocar violão. Estudou música em Liverpool. Essa época foi de forte influência para suas músicas pois, embora elas sejam maioritariamente cantadas em japonês, há outras que são cantadas em inglês, como “night and day”, “money” e a já citada “Wind” devido esse período na vida. Antes de sua grande estreia, ele produziu duas das músicas do quarto álbum de Matsu Takako,A Piece of Life.

## Albums

### Akeboshi
Seu álbum de estreia, Akeboshi, foi lançado em 22 de junho de 2004 pela Epic Records no Japão.
1. "Wind"
2. "Night and day"
3. "Hey there"
4. "No wish"
5. "Akikaze no uta" (秋風のうた)
6. "Haikyo no Sofa" (廃墟のソファ)
7. "A nine days' wonder"
8. "White reply"
9. "Faerie punks"
10. "Morning high"
11. "Tall boy"
12. "The audience"
13. "Kamisama no shitauchi" (神様の舌打ち)

A maioria destas faixas são tiradas de mini-álbuns, com algumas regravações com ligeira diferença de modalidades.

### Meet Along the Way
O segundo álbum de Akeboshi, "Meet Along the Way", foi lançado em 7 de novembro de 2006 pela Epic Records do Japão. Foram lançadas edições limitadas simultaneas de CDs com as músicas "Rusty Lance", "Yellow Moon", e "A Long the Line."
1. "Sky In The Pond"
2. "The Cliff"
3. "Yellow bird"
4. "Broken bridge"
5. "Seeds"
6. "shadow of the wind"
7. "Green eyes"
8. "Village Stone"
9. "Mercury is rising"
10. "Diamond Dust"
11. "coille gan crann"
12. "Close my door"
13. "Fukurou" (フクロウ)

### Roundabout
O Terceiro álbum de Akeboshi, "Roundabout", foi lançado em 11 de junho de 2007 pela Epic Records no Japão. Chamado de "O Album Completo," não contém músicas novas, mas contém versões inéditas de vários de seus melhores hits. Foi lançado simultaneamente uma edição limitada em DVD de seus musicais, bem como um documentário do tempo que ele passou na Inglaterra gravando "Meet Along the Way."
1. "Leaf on Leaf"
2. "Sky in the pond"
3. "One step behind the door"
4. "Along the Line"
5. "Peruna"
6. "Yellow Moon"
7. "Rusty lance"
8. "Sounds"
9. "Hey There" (Live)
10. "Seeds" (Live)
11. "Wind" (Live)
12. "A Nine Days' Wonder" (Live)

## Mini-albums
Akeboshi lançou cinco mini-álbuns e um single, "Rusty Lance."

### Stoned town
Stoned town foi lançado em 8 de agosto de 2001.
1. "Wind"
2. "Akikaze no Uta"
3. "No wish"
4. "Haikyo no Sofa"

### White reply
White replyfoi lançada e, 18 de junho de 2002. Uma edição de versão limitada foi lançada em 13 de maio de 2002.Essa continha uma canção extra, chamada "Not Real".
1. "Tall boy"
2. "Morning high"
3. "White reply"
4. "Money"

### Faerie punks
Faerie punks foi lançado em 10 de março de 2003.
1. "Hey there"
2. "Night and day"
3. "Kamisama no shitauchi" (神様の舌打ち, God Clicks His Tongue)
4. "Faerie punks"

### Rusty lance
Rusty lance foi lançada em 19 de outubro de 2004.
1. "Rusty lance"
2. "Sounds"
3. "Writing over the sign"

### Yellow Moon
Yellow Moon foi lançada em 19 de abril de 2006.
A faixa título foi utilizado no décimo terceiro encerramento do Anime Naruto.
1. "Yellow Moon (edit)"
2. "Peruna"
3. "One step behind the door"
4. "Hanabi" (花火)
5. "Yellow Moon"
6. "Deep end"

### Colorful Drops
"Colorful Drops" foi lançado em 22 de agosto de 2006. "Along the Line" é o tema para o filme White México.
1. "Along the Line"
2. "leaf on leaf"
3. "Fukurou" (フクロウ)
4. "Quiet Garden"

## Trabalhando com Matsu Takako
O Single de Matsu Takako, Toki no Fune, lançada em Setembro de 2003, contém duas músicas compostas por Akeboshi. A faixa título é uma outra versão de "A nine days' wonder", embora as letras são diferentes e há algumas pequenas mudanças para a melodia. A canção foi utilizada no drama Runaway, que é um remake do filme O Fugitivo(filme de 1992).O Single contém também uma capa cópia de "White Reply".